# Прапор Путивльського району
Пра́пор Пути́вльського райо́ну затверджений 27 вересня 2002 року на 3-й сесії Путивльської районної ради двадцять четвертого скликання. Автор проекту прапора  — А. Гречило.

## Опис
Він має вигляд трьох горизонтальних смуги — синього, жовтого та синього кольорів, у центрі жовтої смуги — Малий герб району.